# ایلیا سومین
ایلیا سومین (انگلیسی: Ilya Somin؛ زادهٔ ۱ ژانویهٔ ۱۹۷۳) فیلسوف و استاد دانشگاه جرج میسون است.